# Zelltyp
Als Zelltyp oder Zellart werden in der Biologie Zellen zusammengefasst, die eine bestimmte Funktion innerhalb des Organismus ausüben.
Durch ihre Funktion haben sie oft eine dieser Funktion entsprechende Gestalt. Verschiedene Zelltypen gibt es vor allem bei mehrzelligen Organismen. Zellen desselben Zelltyps oder aus verschiedenen, in engem funktionellen Zusammenhang stehenden Zelltypen, bilden ein Gewebe, und verschiedene Gewebe, die sich gegenseitig in ihrer Funktion unterstützen, bilden ein Organ. Wenn eine Zelle von einem Zelltyp in einen anderen übergeht, wird dieser Vorgang als Differenzierung bezeichnet. Dabei verändert sich häufig das Erscheinungsbild. Die genetische Information, das Genom, bleibt zwar in den allermeisten Fällen unverändert erhalten, aber das Proteom und der epigenetische Code ändern sich. Während der Entwicklung vielzelliger Lebewesen sind einige Differenzierungsschritte irreversibel, so dass eine ausdifferenzierte Zelle nicht in der Lage ist, sich in beliebige andere Zellen zu verändern. Dies können nur die Stammzellen bzw. Meristemzellen. Immortalisierte Zelltypen werden in der Zellkultur als Zelllinien bezeichnet.

## Unterscheidung der Zelltypen
Die grundlegende Unterscheidung ist die zwischen der Eucyte (Zelle der Eukaryoten und damit aller höheren Organismen) und der Protocyte (Zelle der Prokaryoten).
Die Namen für die einzelnen Zelltypen haben sich im Laufe der Zeit etabliert. Bei Pflanzen werden primär Gewebe unterschieden und die meisten Zelltypen nach diesen benannt, z. B. Parenchymzelle oder Epidermiszelle. Die unterschiedlichen Zelltypen entstehen aufgrund einer unterschiedlichen Zellabstammung und besitzen charakteristische Zelltypmarker.

### Morphologie
Das einfachste Merkmal, die verschiedenen Zelltypen zu unterscheiden, ist die Form und Größe. Eine menschliche Eizelle hat zum Beispiel einen Durchmesser von etwa 0,1 mm, sie ist damit gerade mit bloßem Auge sichtbar. Es können mikroskopisch z. B. zwei verschiedene Formen der Fettzellen unterschieden werden. Die Form der Fettzellen im weißen Fettgewebe unterscheidet sich erheblich von der Form der Fettzellen im braunen Fettgewebe. Die Form bietet ebenfalls eine klare Möglichkeit der Unterscheidung.

### Färbung
Da ausdifferenzierte Zellen unterschiedliche Aufgaben erfüllen, sind die Zellorganellen bei den verschiedenen Zelltypen unterschiedlich ausgeprägt. Diese können durch eine histologische Färbung unterschiedlich angefärbt werden. Ein Vergleich von beispielsweise roten Blutkörperchen und Nervenzellen zeigt in der mikroskopischen Vergrößerung, dass Nervenzellen in einer Spezialfärbung ein „körniges“ Aussehen haben, die roten Blutkörperchen stellen sich jedoch anders dar.

### Immunhistologie
Bestimmte Zelltypen z. B. des Immunsystems lassen sich nicht anhand der Form oder der chemischen Färbung unterscheiden. Hier kann eine besondere Art der Färbung (Immunfärbung) angewendet werden, indem die unterschiedlichen Oberflächenproteine differenziert und klassifiziert werden. Eine Einteilung ist dafür der Cluster of differentiation. Als Beispiel sei der T-Lymphozyt genannt. Eine Möglichkeit, Immunzellen nach ihrer Größe und Granularität sowie ihrer Oberflächenmoleküle zu unterscheiden ist eine Messung im Durchflusszytometer.
Die B-Lymphozyten lassen sich von ihrer differenzierten Form den Plasmazellen durch das CD 20 unterschieden. Das CD 20 wird auf der Oberfläche der B-Lymphozyten exprimiert. Es ist positiv bei allen B-Lymphozyten, bei den Plasmazellen ist der Nachweis des CD 20 immer negativ.

## Beispiele von tierischen Zelltypen
- B-Lymphozyt
- Blastomer
- Eizelle
- Erythrozyt
- Fibroblast
- Hepatozyt
- Myoblast
- Nervenzelle
- Osteoblast
- Osteoklast
- Spermium (Samenzelle)
- Stammzelle
- T-Lymphozyt
- Zygote

## Beispiele von pflanzlichen Zelltypen
- Meristemzelle
- Scheitelzelle
- Parenchymzelle
- Siebzelle
- Sklerenchymfaser
- Steinzelle
- Epidermiszelle
- Schließzelle